# Бомнакский сельсовет
Бомна́кский сельсове́т — муниципальное образование со статусом сельского поселения в составе Зейского района Амурской области. 
Административный центр — село Бомнак.

## История
31 октября 2005 года в соответствии с Законом Амурской области № 73-ОЗ муниципальное образование наделено статусом сельского поселения.

## Население
| 2002 | 2010 | 2011 | 2012 | 2013 | 2014 | 2015 |
| ---- | ---- | ---- | ---- | ---- | ---- | ---- |
| 550  | ↘479 | ↘477 | ↗479 | ↘474 | ↘461 | ↘440 |
| 2016 | 2017 | 2018 | 2021 |      |      |      |
| ↗443 | ↘439 | ↘431 | ↘411 |      |      |      |

## Состав сельского поселения
| № | Населённый пункт | Тип населённого пункта       | Население |
| - | ---------------- | ---------------------------- | --------- |
| 1 | Бомнак           | село, административный центр | ↘411      |